# Hans Ulrich Vogel (Sinologe)
Hans Ulrich Vogel (* 15. Juni 1954 in Basel) ist ein Schweizer Sinologe und Hochschullehrer.

## Leben und Wirken
Hans Ulrich Vogel studierte von 1974 bis 1979 Sinologie, Japanologie und Ethnologie an den Universitäten Freiburg/Br. und Berlin, wo er 1979 die Magisterprüfung absolvierte. Von 1980 bis 1982 studierte er Sinologie an der Universität Zürich und promovierte dort 1983 mit einer Arbeit über Chinese central monetary policy and Yunnan copper mining during the early Qing 1644–1800. 1983 folgten ein Forschungsaufenthalt in Taiwan und Hongkong sowie weitere Forschungsaufenthalte und -projekte. Im Jahre 1989 habilitierte er sich für Sinologie an der Universität Bochum, 1990 liess er sich an die Universität Heidelberg umhabilitieren, wo er von 1987 bis 1994 als Dozent tätig war. Seit 1994 hat er an der Eberhard Karls Universität Tübingen einen Professor für Sinologie inne.
Vogel arbeitet in Lehre und Forschung vor allem im Bereich der Sozial-, Wirtschafts- und Technologiegeschichte des alten China. Besonders bekannt wurde er durch seine Forschungen über Marco Polo; er konnte nachweisen, dass dieser tatsächlich in China war.

## Veröffentlichungen (Auswahl)
- Lokale Administration und Bodenpolitik der Himmlischen Dynastie des grossen Friedens (Taiping Tianguo, 1850–1864) (= Mitteilungen der Gesellschaft für Natur- und Völkerkunde Ostasiens e. V. Hamburg. Bd. 85). Hamburg 1981.
- Untersuchungen über die Salzgeschichte von Sichuan (311 v. Chr. – 1911) (= Münchner ostasiatische Studien. Bd. 51). Steiner, Stuttgart 1990, ISBN 3-515-05035-3 (Habilitationsschrift).
- mit Elisabeth Theisen-Vogel: Kupfererzeugung und -handel in China und Europa, Mitte des 8. bis Mitte des 19. Jahrhunderts. Eine vergleichende Studie. In: Bochumer Jahrbuch zur Ostasienforschung. Bd. 15, 1991, S. 1–57.
- Bibliography of works on salt history published in China between 1980 and 1989 (= CIHS-Bibliography. Beiheft 1). Berenkamp, Schwaz 1992, ISBN 3-85093-013-0.
- (Übers.): Yoshida Tora / Salt production techniques in ancient China. The Aobu-tu (= Sinica Leidensia. Bd. 27). Brill, Leiden 1993, ISBN 90-04-09657-4.
- Archivdokumente und ihre Bedeutung für die Erforschung der Geldgeschichte der frühen Qing-Zeit. In: Bochumer Jahrbuch zur Ostasienforschung. Bd. 17, 1993, S. 173–208.
- Vorstellungen über Präzision in der vormodernen chinesischen Astronomie. In: Dieter Hoffmann (Hrsg.): Genauigkeit und Präzision in der Geschichte der Wissenschaften und des Alltags. Wirtschaftsverl. NW, Verl. für Neue Wiss., Bremerhaven 1996, ISBN 3-9801433-5-X, S. 73–94.
- Zur Frage der Genauigkeit antiker Längenmaße und ihrer interkulturellen Zusammenhänge im Lichte chinesischer metrologischer Sachüberreste. In: Rainer S. Elkar (Hrsg.): «Vom rechten Maß der Dinge.» Beiträge zur Wirtschafts- und Sozialgeschichte. Festschrift für Harald Witthöft zum 65. Geburtstag (= Sachüberlieferung und Geschichte. Bd. 17). Teilband 1. Scripta Mercaturae Verl., St. Katharinen 1996, ISBN 3-89590-028-1, S. 1–32.
- Eine Naturwissenschaftstradition mit Zukunft. Die chinesische? In: Bochumer Jahrbuch zur Ostasienforschung. Bd. 24, 2000, S. 77–111.
- Some functions of science in modern and contemporary China. In: Heinz-Dieter Assmann (Hrsg.): China’s new role in the international community. Lang, Frankfurt am Main 2005, S. 201–215, ISBN 3-631-54029-9.
- Unrests and strike at the Metropolitan Mints in 1741 and 1816 and their Economic and Social Background. In: Christine Moll-Murata, Song Jianze, Hans Ulrich Vogel (Hrsg.): Chinese handicraft regulations of the Qing Dynasty. Theory and application. Iudicium-Verlag, München 2005, ISBN 3-89129-405-0, S. 395–422.
- Das Yanjing tushuo (illustrierte Erläuterung der Salzbrunnen [Sichuans]) der späten Ming-Zeit und seine technik- und naturwissenschaftliche Bedeutung. In: Zeitschrift der Deutschen Morgenländischen Gesellschaft. Bd. 155, 2005, S. 254–294.
- Marco Polo was in China. New evidence from currencies, salts and revenues (= Monies, markets, and finance in East Asia 1600–1900. Bd. 2). Brill, Leiden 2013, ISBN 978-90-04-23193-1.
- Hrsg., mit Ulrich Theobald: Marco Polo research. Past, present, future. Tübingen Library Publishing, Tübingen 2024, ISBN 978-3-98944-006-7.